# Maximiliano Paredes
Maximiliano Paredes (Hurlingham, Provincia de Buenos Aires, Argentina; 26 de marzo de 1991) es un futbolista argentino. Juega de defensor en la CAI del Torneo Regional Federal Amateur.

## Clubes
| Club                  | País        | Año               | PJ | Goles |
| --------------------- | ----------- | ----------------- | -- | ----- |
| Chacarita Juniors     | Argentina   | 2014 - 2015       | 56 | 5     |
| Quilmes               | Argentina   | 2016              | 4  | 0     |
| Chacarita Juniors     | Argentina   | 2016 - 2017       | 23 | 0     |
| Deportivo Morón       | Argentina   | 2017 - 2019       | 39 | 1     |
| Atlético Rafaela      | Argentina   | 2019 - 2020       | 7  | 0     |
| Sarmiento (R)         | Argentina   | 2020 - 2021       | 8  | 0     |
| Sol de Mayo           | Argentina   | 2021 - 2023       |    |       |
| Ferro de General Pico | Argentinala | 2023 - 2024       |    |       |
| CAI                   | Argentina   | 2024 - Actualidad |    |       |